# Theerathon Bunmathan
Theerathon Bunmathan (6 de febrer de 1990) és un futbolista tailandès.

## Selecció de Tailàndia
Va debutar amb la selecció de Tailàndia el 2010. Va disputar 62 partits amb la selecció de Tailàndia.

## Estadístiques
| Selecció de Tailàndia | Selecció de Tailàndia | Selecció de Tailàndia |
| Anys                  | Partits               | Gols                  |
| --------------------- | --------------------- | --------------------- |
| 2010                  | 3                     | 0                     |
| 2011                  | 1                     | 0                     |
| 2012                  | 7                     | 1                     |
| 2013                  | 3                     | 0                     |
| 2014                  | 0                     | 0                     |
| 2015                  | 11                    | 3                     |
| 2016                  | 16                    | 1                     |
| 2017                  | 6                     | 0                     |
| 2018                  | 3                     | 0                     |
| 2019                  | 12                    | 1                     |
| Total                 | 62                    | 6                     |